# In-Quest
In-Quest jest belgijskim zespołem grającym technical death metal. Są znani z futurystycznych tekstów piosenek, związanych głównie z technologią i apokalipsą.

## Członkowie
- Mike Löfberg - wokal
- Gert Monden - perkusja
- Douglas Verhoeven - gitara
- Joël Decoster - gitara basowa
- Valéry Bottin - gitara rytmiczna (tylko na koncertach)

## Dyskografia
- The Comatose Quandaries (2005)
- Epileptic (2004)
- Destination : Pyroclasm EP(2003)
- Operation : Citadel (1999)
- Extrusion : Battlehymns (1997)
- Xylad Valox (demo) (1995)